# Ligne 9 du tram de Košice
Pour les articles homonymes, voir Ligne 9.
La ligne 9 du réseau de tram de Košice circule sur le trajet: Havlíčkova (Jusqu'au 2 août 2008:Stade Lokomotiva) - Nám. Maratónu mieru - Nová nemocnica - Magistrát mesta Košice - Železníky, križovatka - Nad jazerom, Važecká .

## Horaire
- Horaire Ligne 9

## Tableau des correspondances
| Temps |   | Zone tarifaire | Stations                                                 | Quartier desservi    | Correspondances tram | Autres correspondances                                  |
| ----- | - | -------------- | -------------------------------------------------------- | -------------------- | -------------------- | ------------------------------------------------------- |
| 0     | o | T1             | Havlíčkova                                               | Sever (Košice)       | 2 4 9 R3             | Bus 14,4 - Service de Nuit N1                           |
| 1     | o | T1             | Krajský úrad Administration régionale                    | Sever (Košice)       | 2 4 9 R3             | Bus 12,14,18 Bus Expres 50,55 Service de Nuit N1        |
| 2     | o | T1             | Poliklinika Sever Polyclinique Nord                      | Sever (Košice)       | 2 4 9 R3             |                                                         |
| 4     | o | T1             | Nám. Maratónu mieru Place de la paix du Marathon         | Staré Mesto (Košice) | 2 4 6 9 R3           | Bus 13,17,19,22,34                                      |
| 6     | o | T1             | Radnica Starého mesta Hôtel de ville de la Vieille Ville | Staré Mesto (Košice) | 2 4 6 7 9 R3         | Bus 17,19,22,34                                         |
| 8     | o | T1             | Amfiteáter Amphithéâtre                                  | Staré Mesto (Košice) | 6 9 R3 R4 R7         | Bus 12,18,22 'Bus Expres 50,55 Service de Nuit N1       |
| 10    | o | T1             | Nová nemocnica Nouvel Hôpital                            | Západ (Košice)       | 6 9R3 R4 R7          | Bus 12,17,18,19,34 'Bus Expres 50,55 Service de Nuit N1 |
| 11    | o | T1             | Kino Družba Cinéma Družba                                | Západ (Košice)       | 6 9 R3 R4 R7         |                                                         |
| 13    | o | T1             | Magistrát mesta Košice Hôtel de ville de la Košice       | Západ (Košice)       | 6 9 R3 R4 R7         | Trolleybus 71,72 'Bus Expres 50 Service de Nuit N71     |
| 15    | o | T1             | Bernolákova                                              | Západ (Košice)       | 6 9 R3 R4 R7         |                                                         |
| 17    | o | T1             | Spoločenský pavilón                                      | Západ (Košice)       | 6 9 R3 R4 R7         | Bus 10,31,34 Service de Nuit N2                         |
| 19    | x | T1             | Gymnázium Alejová                                        | Juh (Košice)         | 9 R2 R8              | Bus 34 Service de Nuit N2                               |
| 20    | o | T1             | Železníky, križovatka Železníky, carrefour               | Juh (Košice)         | 9 R2 R8              |                                                         |
| 22    | x | T1             | Rozvojová                                                | Juh (Košice)         | 9 R2 R8              |                                                         |
| 24    | x | T1             | Autocamping Camping                                      | Juh (Košice)         | 9 R2 R8              |                                                         |
| 26    | o | T1             | VSS, križovatka Carrefour VSS                            | Juh (Košice)         | 3 4 7 9 R2 R8        | Bus 12,24,28 Bus Expres 52,52L,54 Service de Nuit N2    |
| 28    | o | T1             | Levočská                                                 | Nad Jazerom (Košice) | 3 7 9 R2             | Bus 13,19,28 Bus Expres 52,52L,54 Service de Nuit N2    |
| 29    | o | T1             | Dneperská                                                | Nad Jazerom (Košice) | 3 7 9 R2             | Bus 13,19,28 Bus Expres 52,52L,54 Service de Nuit N2    |
| 30    | o | T1             | Ladožská                                                 | Nad Jazerom (Košice) | 3 7 9 R2             | Bus 13,28 Service de Nuit N2                            |
| 31    | o | T1             | Rovníková                                                | Nad Jazerom (Košice) | 3 7 9 R2             | Bus 13,28 Service de Nuit N2                            |
| 33    | o | T1             | Važecká                                                  | Nad Jazerom (Košice) | 3 7 9 R2             | Bus 13,28 Bus Expres 52,52L Service de Nuit N2          |

o Arrêt obligatoire.
x Arrêt sur demande.